# Rogers Cup 2003
Der Rogers Cup 2003 war ein Tennisturnier der WTA Tour 2003 für Damen in Toronto sowie ein Tennisturnier der ATP Tour 2003 für Herren in Montreal. Das Herrenturnier fand von 4. bis 10. August 2003 statt, das Damenturnier wurde in der Folgewoche ausgetragen.

## Herren
→ Hauptartikel: Tennis Masters Series Canada 2003
→ Qualifikation: Tennis Masters Series Canada 2003/Qualifikation

## Damen
→ Hauptartikel: Rogers Cup 2003/Damen
→ Qualifikation: Rogers Cup 2003/Damen/Qualifikation